# سارا بلاكويل
سارا بلاكويل (بالإنجليزية: Sara Blackwell)‏ هي محامية في القانون أمريكية، ولدت في القرن العشرين.

## وصلات خارجية
- الموقع الرسمي